# OGAE
L'OGAE (in francese: Organisation Générale des Amateurs de l'Eurovision, in italiano: Organizzazione Generale degli amanti dell'Eurovisione) è un fan club internazionale dell'Eurovision Song Contest, fondato nel 1984 a Savonlinna, Finlandia, da Jari-Pekka Koikkalainen.

## Descrizione
L'OGAE consiste in un network al quale sono iscritti oltre 40 paesi Europei e del resto del mondo che consiste in una compagnia non politica, non governata e no-profit.
Il network lavora in concomitanza con l'Unione Europea di Radiodiffusione (UER) e organizza in modo indipendente e annualmente quattro competizioni no-profit volte a promuovere la musica popolare ai fans dell'Eurovision Song Contest, la manifestazione canora internazionale più longeva al mondo.
L'attuale presidente dell'OGAE è il britannico Simon Bennet (dal 2015), anche parte dell'OGAE United Kingdom.
In Italia l'Associazione Culturale OGAE Italy è nata nel 1990 e registrata ufficialmente nel 2012.
Le principali attività organizzate sono: 
- OGAE Song Contest, in cui le varie sezioni nazionali gareggiano con brani musicali pubblicati nell'anno in cui si tiene l'edizione del concorso.
- OGAE Video Contest, in cui le varie sezioni nazionali gareggiano con video musicali di brani pubblicati nell'anno in cui si tiene l'edizione.
- OGAE Second Chance Contest, in cui gareggiano solo le sezioni di Stati in cui il rappresentante all'Eurovision Song Contest è stato scelto tramite una selezione non interna con un brano che non ha vinto la selezione nazionale.
- OGAE Eurovision Song Contest Poll, in cui i club, con un pronostico e una pre-votazione, scelgono il loro vincitore dell'Eurovision Song Contest.

## Fan club membri dell'OGAE
L'OGAE conta 46 fan club membri, di cui due della Germania:

### OGAEEuropa

Membri dell'OGAE in Europa

1. Albania
2. Andorra
3. Armenia
4. Australia
5. Austria
6. Azerbaigian
7. Belgio
8. Bielorussia
9. Bulgaria
10. Cipro
11. Croazia
12. Danimarca
13. Estonia
14. Finlandia
15. Francia
16. Germania
17. Germany Eurovision Club
18. Grecia
19. Irlanda
20. Islanda
21. Israele
22. Italia
23. Lettonia
24. Lituania
25. Lussemburgo
26. Macedonia del Nord
27. Malta
28. Norvegia
29. Paesi Bassi
30. Polonia
31. Portogallo
32. Regno Unito
33. Repubblica Ceca
34. OGAE Resto del mondo
35. Romania
36. Russia
37. Serbia
38. Slovenia
39. Spagna
40. Svezia
41. Svizzera
42. Turchia
43. Ucraina
44. Ungheria

### OGAEResto del mondo
I Paesi che non hanno un network OGAE, ma sono membri attivi dell'UER sono unificati con il nome "Resto del Mondo":

Membri dell OGAE del Resto del Mondo

- Afghanistan
- Algeria
- Argentina
- Bosnia ed Erzegovina[1]
- Botswana
- Brasile
- Canada
- Cile
- Cina[2]
- Colombia
- Costa Rica
- Egitto
- Emirati Arabi Uniti
- Georgia[1]
- Giappone
- Giordania
- Hong Kong
- Kazakistan[2]
- Kirghizistan
- Kosovo[2]
- Libano[2]
- Lesotho
- Liechtenstein[2]
- Marocco[1]
- Messico
- Moldavia[1]
- Montenegro
- Namibia
- Nuova Zelanda
- Perù
- Principato di Monaco[1]
- San Marino[1]
- Seychelles
- Slovacchia
- Stati Uniti
- Sudafrica
- Corea del Sud
- eSwatini
- Tunisia[2]
- Uzbekistan
- Venezuela

## Concorsi organizzati dall'OGAE

### Vincitori dell'OGAE Song Contest
| Anno | Città ospitante            | Vincitore           | Canzone                       | Artista                              | Punti               |
| ---- | -------------------------- | ------------------- | ----------------------------- | ------------------------------------ | ------------------- |
| 1986 | Savonlinna                 | Germania Ovest      | Stimmen in Wind               | Juliane Werding                      | 16                  |
| 1987 | Savonlinna                 | Israele             | Ba'ati Eleiha                 | Yardena Arazi                        | 83                  |
| 1988 | Cardiff                    | Germania Ovest      | Explosion                     | Mary Roos                            | 83                  |
| 1989 | Berlino                    | Norvegia            | Hjem                          | Karoline Krüger & Anita Skorgan      | 93                  |
| 1990 | Oslo                       | Italia              | Vattene amore                 | Mietta e Amedeo Minghi               | 136                 |
| 1991 | Pisa                       | Francia             | Désenchantée                  | Mylène Farmer                        | 151                 |
| 1992 | Parigi                     | Portogallo          | Se o dia nascesse             | Nucha                                | 115                 |
| 1993 | Montargis                  | Italia              | La solitudine                 | Laura Pausini                        | 154                 |
| 1994 | Pisa                       | Grecia              | Ftes                          | Sabrina                              | 116                 |
| 1995 | Atene                      | Spagna              | Cada vez                      | Paloma San Basilio                   | 144                 |
| 1996 | Las Palmas de Gran Canaria | Spagna              | Me quedaré solo               | Amistades Peligrosas                 | 159                 |
| 1997 | Las Palmas de Gran Canaria | Spagna              | Amor perdido                  | Marta Sánchez                        | 199                 |
| 1998 | Las Palmas de Gran Canaria | Polonia             | Im więcej Ciebie, tym mniej   | Natalia Kukulska                     | 125                 |
| 1999 | Atene                      | Francia             | Jardin de lumière             | Leyla Doriane                        | 169                 |
| 2000 | Parigi                     | Svezia              | Svarta änkan                  | Nanne                                | 168                 |
| 2001 | Umeå                       | Francia             | Moi... Lolita                 | Alizée                               | 189                 |
| 2002 | Parigi                     | Regno Unito         | What If                       | Kate Winslet                         | 126                 |
| 2003 | Southampton                | Francia             | Cassé                         | Nolwenn Leroy                        | 183                 |
| 2004 | Lione                      | Russia              | Grezy                         | Varvara                              | 178                 |
| 2005 | Mosca                      | Italia              | Da grande                     | Alexia                               | 164                 |
| 2006 | Pisa                       | Grecia              | Mambo!                        | Elena Paparizou                      | 244                 |
| 2007 | Atene                      | Spagna              | Qué no daría yo               | Rebeca                               | 179                 |
| 2008 | Saragozza                  | Croazia             | Ruža u kamenu                 | Franka Batelić                       | 164                 |
| 2009 | Zagabria                   | Regno Unito         | Viva la vida                  | Coldplay                             | 248                 |
| 2010 | Londra                     | Regno Unito         | Heartbreak (Make Me a Dancer) | Freemasons feat. Sophie Ellis-Bextor | 228                 |
| 2011 | Londra                     | Regno Unito         | Someone like You              | Adele                                | 189                 |
| 2012 | Londra                     | Italia              | Per sempre                    | Nina Zilli                           | 219                 |
| 2013 | Bologna                    | Spagna              | Te despertaré                 | Pastora Soler                        | 237                 |
| 2014 | Spagna                     | Francia             | Dernière danse                | Indila                               | 251                 |
| 2015 | Francia                    | Francia             | Andalouse                     | Kendji Girac                         | 248                 |
| 2016 | Francia                    | Spagna              | Sofia                         | Álvaro Soler                         | 234                 |
| 2017 | Spagna                     | Australia           | Fighting for Love             | Dami Im                              | 232                 |
| 2018 | Sydney                     | Regno Unito         | Scared of the Dark            | Steps                                | 230                 |
| 2019 | Londra                     | Regno Unito         | Someone You Loved             | Lewis Capaldi                        | 241                 |
| 2020 | Edimburgo                  | Regno Unito         | Physical                      | Dua Lipa                             | 213                 |
| 2021 | Cardiff                    | Australia           | Fly Away                      | Tones and I                          | 172                 |
| 2022 | Australia                  | Edizione cancellata | Edizione cancellata           | Edizione cancellata                  | Edizione cancellata |
| 2023 | Australia                  | Regno Unito         | As It Was                     | Harry Styles                         | 255                 |
| 2024 | Belfast                    | Italia              | Euforia                       | Annalisa                             | 197                 |
| 2025 | Italia (bandiera)          |                     |                               |                                      |                     |

### Vincitori dell'OGAE Video Contest
Dieci paesi hanno finora vinto il contest da quando è cominciato nel 2003. I paesi più di successo sono stati la Russia e la Francia, che hanno vinto tre volte ciascuna:
| Anno | Città ospitante | Vincitore       | Video                | Artista             | Punti |
| ---- | --------------- | --------------- | -------------------- | ------------------- | ----- |
| 2003 | Istanbul        | Francia         | Fan                  | Pascal Obispo       | 122   |
| 2004 | Fontainebleau   | Portogallo      | Cavaleiro Monge      | Mariza              | 133   |
| 2005 | Lisbona         | Ucraina         | I Will Forget You    | Svitlana Loboda     | 171   |
| 2006 | Smirne          | Italia          | Contromano           | Nek                 | 106   |
| 2007 | Firenze         | Russia          | LML                  | Via Gra             | 198   |
| 2008 | Mosca           | Russia          | Potselui             | Via Gra             | 140   |
| 2009 | San Pietroburgo | Russia          | Karma                | Yin-Yang            | 142   |
| 2010 | Volgograd       | Polonia         | Kim tu jestem        | Justyna Steczkowska | 85    |
| 2011 | Breslavia       | Francia         | Lonely Lisa          | Mylène Farmer       | 96    |
| 2012 | Parigi          | Italia          | È l'amore che conta  | Giorgia             | 135   |
| 2013 | Torino          | Belgio          | Papaoutai            | Stromae             | 144   |
| 2014 | Bruxelles       | Francia         | Tourner dans le vide | Indila              | 141   |
| 2015 | Parigi          | Germania        | Gäa                  | Oonagh              | 122   |
| 2016 | Luneburgo       | Regno Unito     | Hymn for the Weekend | Coldplay            | 673   |
| 2017 | Londra          | Belgio          | Mud Blood            | Loïc Nottet         | 184   |
| 2018 | Anversa         | Repubblica Ceca | Me Gusta             | Mikolas Josef       | 132   |
| 2019 | Praga           | Ucraina         | Siren Song           | Maruv               | 174   |
| 2020 | Kiev            | Svezia          | Fingers Crossed      | Agnes               | 157   |
| 2021 | Stoccolma       | Francia         | Nous                 | Julien Dorè         | 165   |

### Vincitori dell'OGAE Second Chance Contest
| Anno | Città ospitante      | Vincitori     | Artista            | Canzone                     | Partecipanti | Punti | Secondo posto        | Terzo posto |
| ---- | -------------------- | ------------- | ------------------ | --------------------------- | ------------ | ----- | -------------------- | ----------- |
| 1987 | Huizen               | Svezia        | Arja Saijonmaa     | Högt över havet             | 8            | 24    | Paesi Bassi Norvegia |             |
| 1988 | Östersund            | Svezia        | Lena Philipsson    | Om igen                     | 10           | 63    | Finlandia            | Paesi Bassi |
| 1989 | Östersund            | Danimarca     | Lecia Jønsson      | Landet Camelot              | 9            | 72    | Svezia               | Germania    |
| 1990 | Östersund            | Svezia        | Carola             | Mitt i ett äventyr          | 13           | 119   | Italia               | Germania    |
| 1991 | Östersund            | Svezia        | Pernilla Wahlgren  | Tvillingsjäl                | 15           | 106   | Grecia               | Israele     |
| 1992 | Montabaur            | Norvegia      | Wenche Myhre       | Du skal få din dag i morgen | 11           | 78    | Israele              | Irlanda     |
| 1993 | Oslo                 | Norvegia      | Merethe Trøan      | Din egen stjerne            | 22           | 188   | Paesi Bassi          | Regno Unito |
| 1994 | Oslo                 | Svezia        | Gladys Del Pilar   | Det vackraste jag vet       | 16           | 176   | Regno Unito          | Norvegia    |
| 1995 | Örebro               | Svezia        | Cecilia Vennersten | Det vackraste               | 9            | 129   | Regno Unito          | Irlanda     |
| 1996 | Farsta               | Svezia        | Lotta Engberg      | Juliette & Jonathan         | 22           | 152   | Croazia              | Germania    |
| 1997 | Hannover             | Italia        | Anna Oxa           | Storie                      | 17           | 165   | Irlanda              | Germania    |
| 1998 | Amburgo              | Paesi Bassi   | Nurlaila           | Alsof je bij me bent        | 18           | 192   | Svezia               | Norvegia    |
| 1999 | Emmen                | Turchia       | Feryal Başel       | Unuttuğumu Sandığım Anda    | 16           | 164   | Belgio               | Germania    |
| 2000 | Istanbul             | Finlandia     | Anna Eriksson      | Oot voimani mun             | 21           | 177   | Regno Unito          | Spagna      |
| 2001 | Helsinki             | Svezia        | Barbados           | Allt som jag ser            | 20           | 252   | Spagna               | Regno Unito |
| 2002 | Stoccolma            | Spagna        | David Bisbal       | Corazón latino              | 18           | 203   | Svezia               | Israele     |
| 2003 | Las Palmas           | Svezia        | Alcazar            | Not a Sinner Nor a Saint    | 19           | 215   | Slovenia             | Austria     |
| 2004 | Växjö                | Spagna        | Davinia            | Mi obsesión                 | 21           | 192   | Svezia               | Germania    |
| 2005 | Bilbao               | Svezia        | Alcazar            | Alcastar                    | 23           | 201   | Serbia e Montenegro  | Slovenia    |
| 2006 | Stoccolma            | Slovenia      | Saša Lendero       | Mandoline                   | 19           | 201   | Norvegia             | Svezia      |
| 2007 | Lubiana              | Svezia        | Måns Zelmerlöw     | Cara Mia                    | 20           | 252   | Regno Unito          | Spagna      |
| 2008 | Stoccolma            | Svezia        | Sanna Nielsen      | Empty Room                  | 21           | 268   | Spagna               | Polonia     |
| 2009 | Stoccolma            | Danimarca     | Hera Björk         | Someday                     | 20           | 257   | Svezia               | Spagna      |
| 2010 | Copenaghen           | Svezia        | Timoteij           | Kom                         | 22           | 267   | Danimarca            | Portogallo  |
| 2011 | Göteborg             | Islanda (RoW) | Yohanna            | Nótt                        | 21           | 224   | Svezia               | Italia      |
| 2012 | Johannesburg         | Spagna        | Pastora Soler      | Tu vida es tu vida          | 19           | 201   | Svezia               | Norvegia    |
| 2013 | Barcellona           | Norvegia      | Adelén             | Bombo                       | 15           | 151   | Italia               | Ungheria    |
| 2014 | Oslo                 | Svezia        | Helena Paparizou   | Survivor                    | 20           | 259   | Spagna               | Portogallo  |
| 2015 | Stoccolma            | Italia        | Nek                | Fatti avanti amore          | 18           | 305   | Svezia               | Danimarca   |
| 2016 | Siena                | Polonia       | Margaret           | Cool Me Down                | 23           | 277   | Svezia               | Israele     |
| 2017 | Varsavia             | Svezia        | Mariette           | A Million Years             | 22           | 329   | Italia               | Ucraina     |
| 2018 | Eskilstuna           | Italia        | Annalisa           | Il mondo prima di te        | 27           | 350   | Francia              | Finlandia   |
| 2019 | Udine                | Francia       | Seemone            | Tout le deux                | 24           | 294   | Italia               | Svezia      |
| 2020 | Parigi/Lilla/Limoges | Svezia        | Anna Bergendahl    | Kingdom Come                | 22           | 344   | Finlandia            | Italia      |
| 2021 | Stoccolma            | Norvegia      | Keiino             | Monument                    | 14           | 429   | Svezia               | Italia      |
| 2022 | Oslo                 | Svezia        | Medina             | In i dimman                 | 27           | 316   | Finlandia            | Spagna      |
| 2023 | Eskilstuna           | Svezia        | Marcus & Martinus  | Air                         | 23           | 322   | Norvegia             | Finlandia   |
| 2024 | Borås                | Italia        | Annalisa           | Sinceramente                | 16           | 364   | Svezia               | Norvegia    |
| 2025 | Firenze              |               |                    |                             |              |       |                      |             |

### Vincitori dell'OGAE Eurovision Song Contest Poll
| Anno | Vincitore | Artista              | Canzone               | Piazzamento all'ESC | Secondo posto | Piazzamento all'ESC | Terzo posto | Piazzamento all'ESC |
| ---- | --------- | -------------------- | --------------------- | ------------------- | ------------- | ------------------- | ----------- | ------------------- |
| 2007 | Serbia    | Marija Šerifović     | Molitva               | vincitore           | Bielorussia   | 6º posto            | Svizzera    | SF 20º posto        |
| 2008 | Svezia    | Charlotte Perrelli   | Hero                  | 18º posto           | Svizzera      | SF 13º posto        | Serbia      | 6º posto            |
| 2009 | Norvegia  | Alexander Rybak      | Fairytale             | vincitore           | Francia       | 9º posto            | Svezia      | 21º posto           |
| 2010 | Danimarca | Chanée & N'evergreen | In a Moment Like This | 4º posto            | Israele       | 14º posto           | Germania    | vincitore           |
| 2011 | Ungheria  | Kati Wolf            | What About My Dreams? | 22º posto           | Francia       | 15º posto           | Regno Unito | 11º posto           |
| 2012 | Svezia    | Loreen               | Euphoria              | vincitore           | Italia        | 9º posto            | Islanda     | 20º posto           |
| 2013 | Danimarca | Emmelie de Forest    | Only Teardrops        | vincitore           | San Marino    | SF 11º posto        | Norvegia    | 4º posto            |
| 2014 | Svezia    | Sanna Nielsen        | Undo                  | 3º posto            | Ungheria      | 5º posto            | Israele     | SF 14º posto        |
| 2015 | Italia    | Il Volo              | Grande Amore          | 3º posto            | Svezia        | vincitore           | Estonia     | 7º posto            |
| 2016 | Francia   | Amir                 | J'ai cherché          | 6º posto            | Russia        | 3º posto            | Australia   | 2º posto            |
| 2017 | Italia    | Francesco Gabbani    | Occidentali's Karma   | 6º posto            | Belgio        | 4º posto            | Svezia      | 5º posto            |
| 2018 | Israele   | Netta Barzilai       | Toy                   | vincitore           | Francia       | 13º posto           | Finlandia   | 25º posto           |
| 2019 | Italia    | Mahmood              | Soldi                 | 2º posto            | Svizzera      | 4º posto            | Paesi Bassi | vincitore           |
| 2020 | Lituania  | The Roop             | On Fire               | Edizione cancellata | Islanda       | Edizione cancellata | Svizzera    | Edizione cancellata |
| 2021 | Malta     | Destiny              | Je me casse           | 7º posto            | Svizzera      | 3º posto            | Francia     | 2º posto            |
| 2022 | Svezia    | Cornelia Jakobs      | Hold Me Closer        | 4º posto            | Italia        | 6º posto            | Spagna      | 3º posto            |
| 2023 | Svezia    | Loreen               | Tattoo                | vincitore           | Finlandia     | 2º posto            | Francia     | 16º posto           |
| 2024 | Croazia   | Baby Lasagna         | Rim Tim Tagi Dim      | 2º posto            | Italia        | 7º posto            | Svizzera    | vincitore           |
| 2025 | Svezia    | KAJ                  | Bara bada bastu       | 4° posto            | Austria       | Vincitore           | Paesi Bassi | 12° posto           |

| Legenda | Legenda                                  |
| ------- | ---------------------------------------- |
|         | il paese ha vinto nella finale           |
|         | il paese è arrivato secondo nella finale |
|         | il paese è arrivato terzo nella finale   |
|         | il paese non ha superato le semifinali   |